# Робурспорт Воллей (Пезаро)
Робурспорт Воллей — італійський жіночий волейбольний клуб з міста Пезаро. Переможець двох європейських клубних турнірів і трьох чемпіонатів Італії.

## Історія
Клуб заснований в 1967 році. У 2000 році дебютував у Серії А2, а через три роки — в елітному дивізіоні. Всього в Серії А1 провів 10 сезонів і тричі здобував перемоги в турнірі. У єрокубках виступав сім разів. У фіналі Кубка ЄКВ 2005/2006 переміг італійський «К'єрі» (з 2007 року цей турнір називається Кубок виклику ЄКВ). Сімону Ріньєрі визнали найкращою волейболісткою змагання, а до символічної збірної включили Шейлу де Кастро, Мартіну Гвіджі і Ліндсі Берг. У фіналі Кубка ЄКВ 2007/2008 переміг французький «Рошевіль» (Ле-Канне), до символічної збірної потрапили Крістіана Фюрст і Франческа Ферретті. У півфіналі Ліги чемпіонів 2010/2011 «Скаволіні» поступився бакинській «Рабіті», а в матчі за бронзу — стамбульському «Фенербахче». Кращою діагональною турніру визнали нідерландку Манон Флір.

## Назви
- «Fiam ITA Meta Pesaro» (2000—2001)
- «Vitrifrigo Fiam Italia Pesaro» (2001—2003)
- «Scavolini Pesaro» (2003—2012)
- «Robursport Volley Pesaro» (2012—2013)

## Досягнення
Кубок ЄКВ
- Перше місце (1): 2008

Кубок виклику ЄКВ
- Перше місце (1): 2006

Чемпіонат Італії

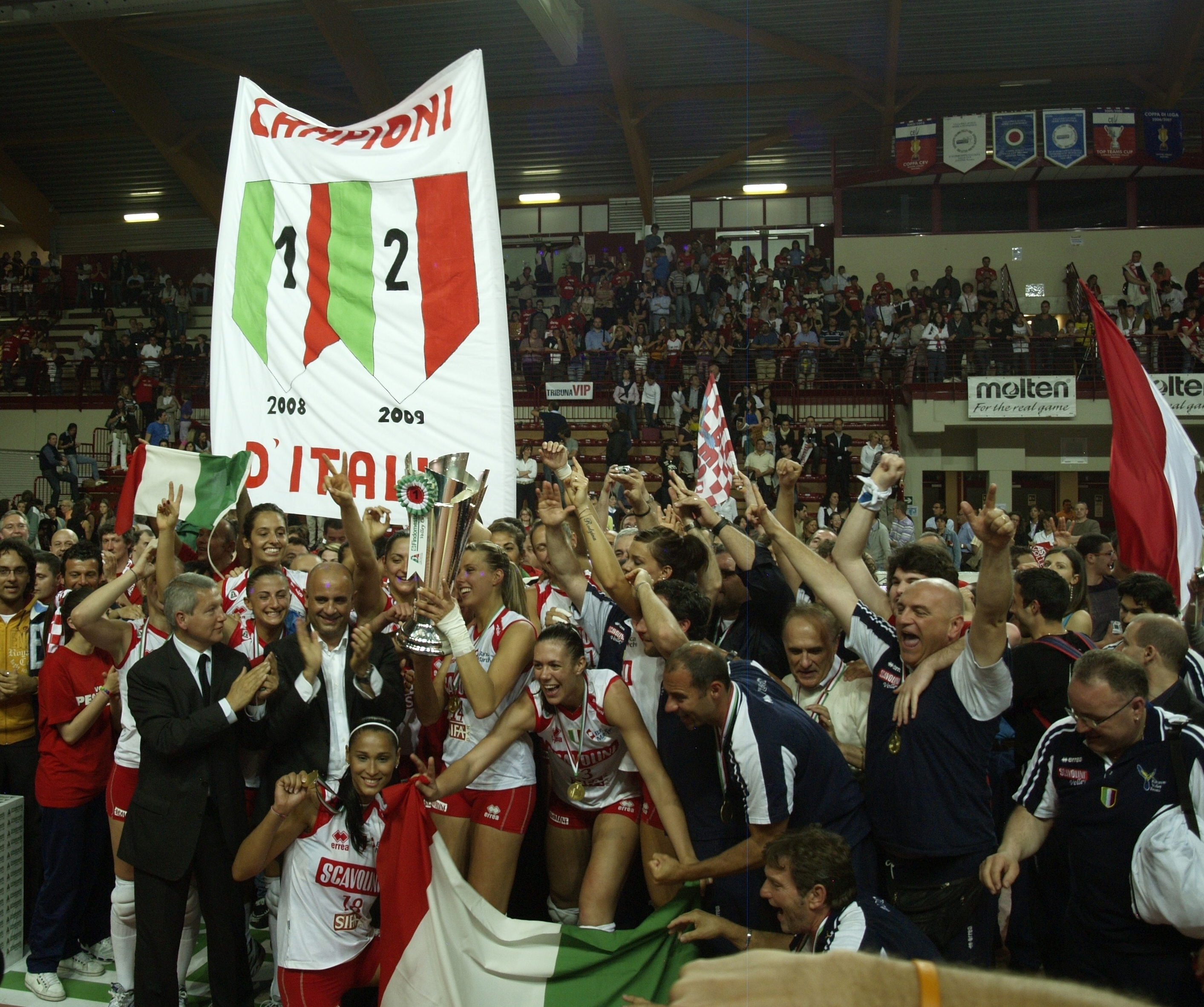

- Перше місце (3): 2008, 2009, 2010

Кубок Італії
- Перше місце (4): 2009

Суперкубок Італії
- Перше місце (1): 2006, 2008, 2009, 2010

## Єврокубки
| Сезон   | Турнір         | Перемоги | Виграші | Поразки | Місце | Примітки |
| ------- | -------------- | -------- | ------- | ------- | ----- | -------- |
| 2005/06 | Кубок ЄКВ      |          |         |         | 1     |          |
| 2006/07 | Ліга чемпіонів |          |         |         |       |          |
| 2007/08 | Кубок ЄКВ      |          |         |         | 1     |          |
| 2008/09 | Ліга чемпіонів |          |         |         |       |          |
| 2009/10 | Ліга чемпіонів |          |         |         |       |          |
| 2010/11 | Ліга чемпіонів |          |         |         | 4     |          |
| 2011/12 | Ліга чемпіонів |          |         |         |       |          |

## Склади
Склади в сезонах, коли клуб здобував перемоги в єврокубках чи чемпіонаті Італії:
|    | Сезон 2005/2006      |              |
| -- | -------------------- | ------------ |
| 4  | Ліндсі Берг          | пасуючий     |
| 5  | Кінга Мачулевич ()   | блокувальник |
| 7  | Євгенія Душкевич     | блокувальник |
| 8  | Сімона Ріньєрі       | догравальник |
| 9  | Джулія Рондон        | пасуючий     |
| 10 | Джорджете Менгарда   | догравальник |
| 12 | Кароліна Костагранде | догравальник |
| 13 | Шейла Кастро         | діагональний |
| 14 | Мартіна Гвіджі       | блокувальник |
| 15 | Антонела Дель Корре  | догравальник |
| 17 | Рамона Пуерарі       | ліберо       |

|    | Сезон 2007/2008      |              |
| -- | -------------------- | ------------ |
| 1  | Лучія Лунгі          | ліберо       |
| 3  | Іларія Гарцаро       | блокувальник |
| 6  | Елке Війнговен       | ліберо       |
| 7  | Маріанне Штейнбрехер | нападник     |
| 8  | Наталія Брусса       | нападник     |
| 10 | Франческа Ферретті   | пасуючий     |
| 11 | Крістіана Фюрст      | блокувальник |
| 12 | Кароліна Костагранде | догравальник |
| 13 | Шейла Кастро         | нападник     |
| 14 | Мартіна Гвіджі ()    | блокувальник |

|    | Сезон 2008/2009       |              |
| -- | --------------------- | ------------ |
| 1  | Лучія Лунгі           | ліберо       |
| 3  | Іларія Гарцаро        | блокувальник |
| 6  | Елке Війнговен        | ліберо       |
| 7  | Катажина Сковроньська | діагональний |
| 8  | Наталія Брусса        | діагональний |
| 9  | Карла Кастільйоне     | догравальник |
| 10 | Франческа Ферретті    | пасуючий     |
| 11 | Крістіана Фюрст       | блокувальник |
| 12 | Кароліна Костагранде  | догравальник |
| 13 | Мануела Ді Кресченцо  | пасуючий     |
| 14 | Мартіна Гвіджі ()     | блокувальник |
| 18 | Жаклін Карвалью       | догравальник |

|    | Сезон 2009/2010       |              |
| -- | --------------------- | ------------ |
| 1  | Сенна Ушич            | догравальник |
| 3  | Іларія Гарцаро        | блокувальник |
| 5  | Франческа Марі        | пасуючий     |
| 6  | Елке Війнговен        | ліберо       |
| 7  | Катажина Сковроньська | діагональний |
| 8  | Лаура Саккомані       | догравальник |
| 9  | Драгана Маринкович    | блокувальник |
| 10 | Франческа Ферретті    | пасуючий     |
| 11 | Мартіна Боскоскуро    | ліберо       |
| 12 | Кароліна Костагранде  | догравальник |
| 13 | Марія Ушич            | догравальник |
| 14 | Мартіна Гвіджі ()     | блокувальник |